# Hebertshausen
Hebertshausen er en kommune i Landkreis Dachau i Regierungsbezirk Oberbayern i den tyske delstat Bayern med godt 5.000 indbyggere.

## Geografi
Hebertshausen ligger ved udkanten af Dachauer Moos.

### Inddeling
I kommunen ligger følgende landsbyer og bebyggelser:
Ampermoching, Deutenhofen, Gänsstall, Goppertshofen, Hackenhof, Hackermoos, Hebertshausen, Kaltmühle, Oberweilbach, Prittlbach, Reipertshofen, Sulzrain, Unterweilbach, Walpertshofen og Lotzbach.

### Henrettelsesplads
I 1941-42 blev på Schießplatz Hebertshausen (i Dachau kommunes område) mere end 6.000 sovjetiske krigsfanger myrdet af SS. Der er nu et mindesmærke på stedet for disse ofre for krigsforbrydelser.